# تغییر چهره

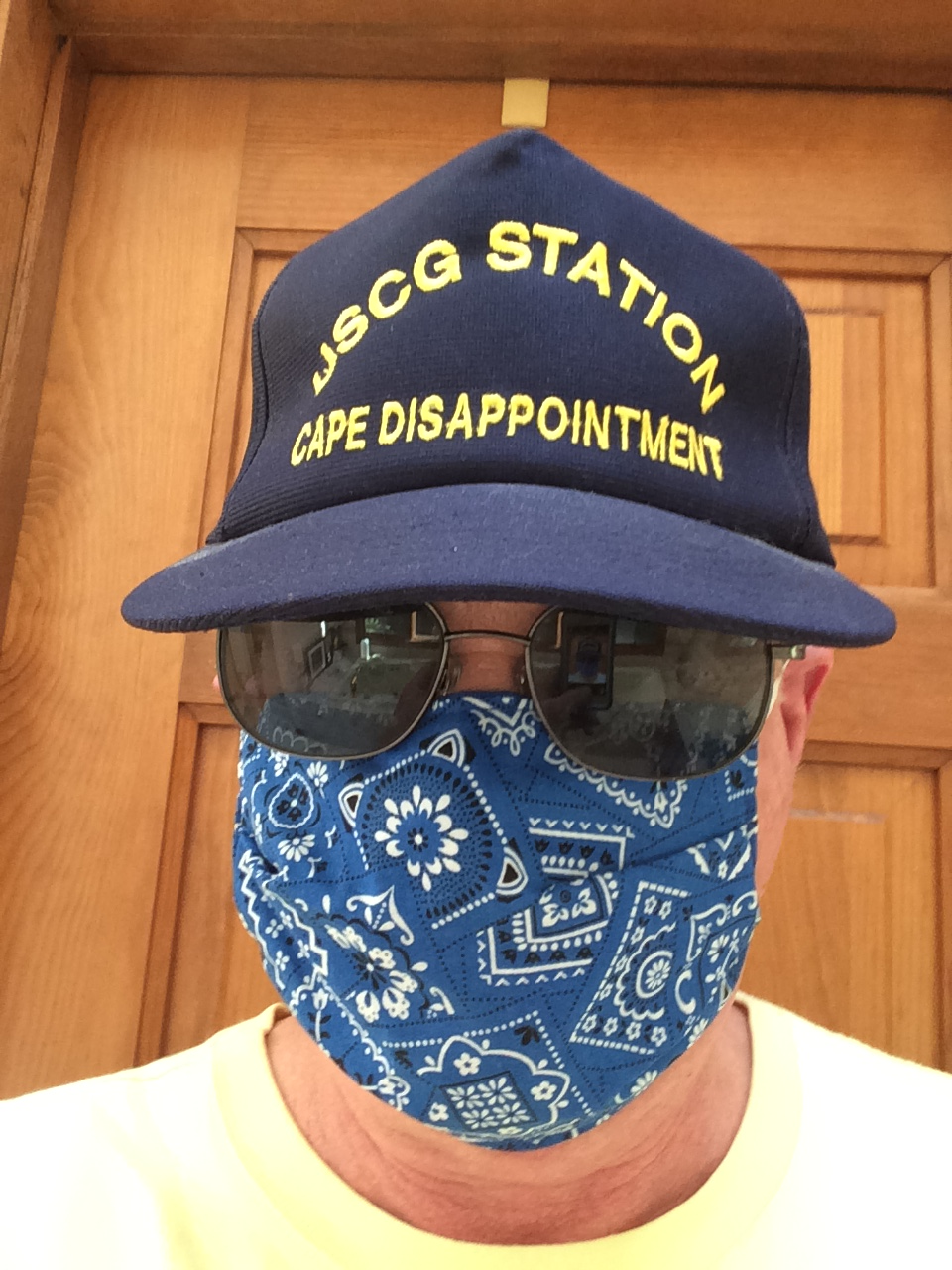
تغییر چهره

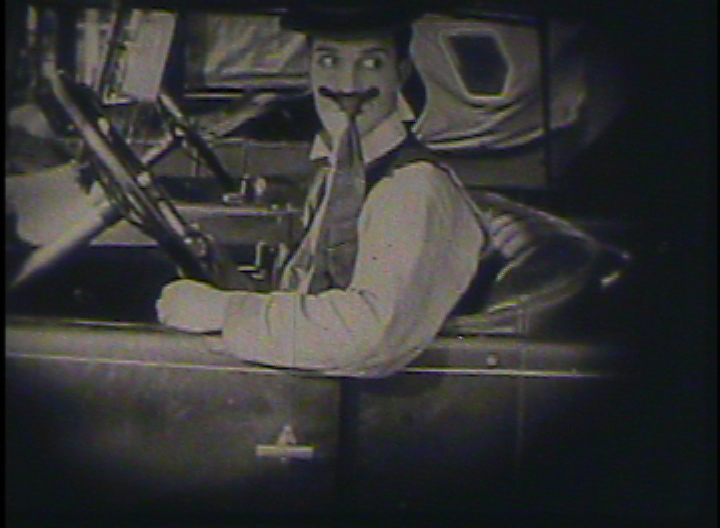
تغییر چهره

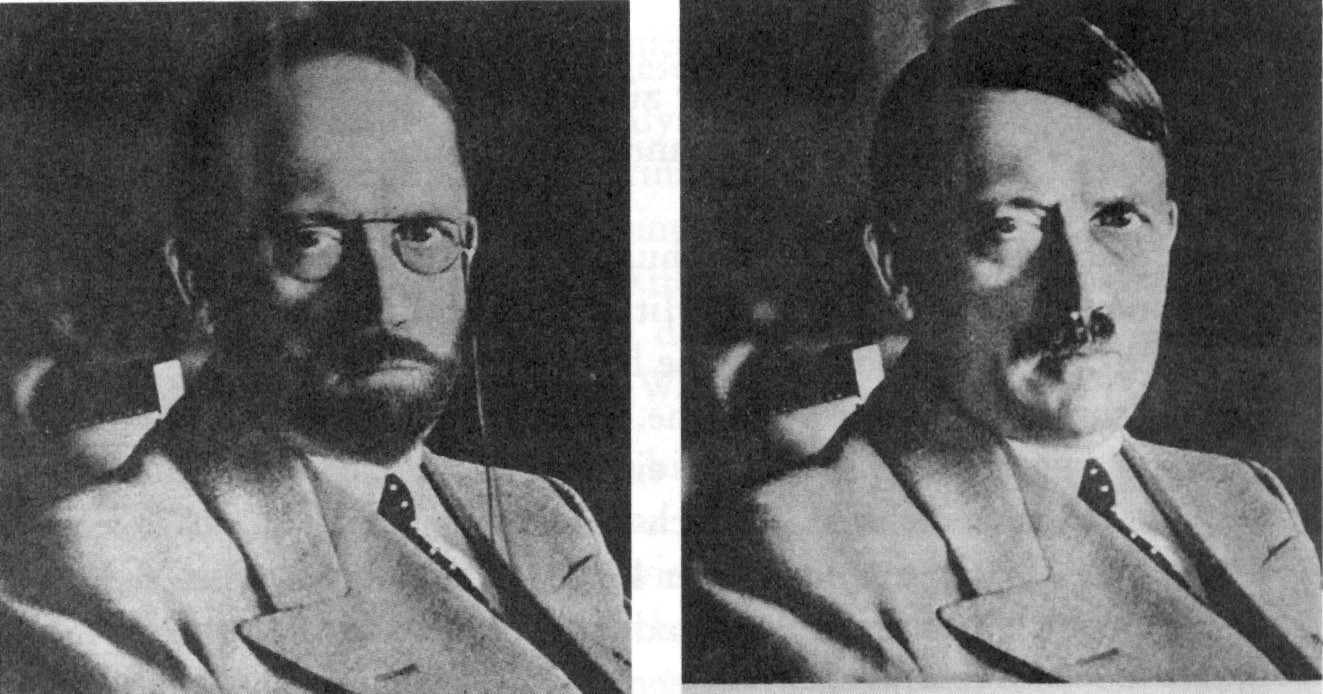
آدولف هیتلر در سال 1944 توسط سرویس مخفی ایالات متحده با لباس مبدل به تصویر کشیده شد

مخفی‌کاری و تغییر چهره (به انگلیسی: Disguise) به هر نوع ابزاری گفته می‌شود که برای مخفی نگه داشتن هویت واقعی یک فرد یا تغییر ظاهر فیزیکی او به کار می‌رود. این ابزارها می‌توانند شامل کلاه‌گیس، عینک، آرایش، سبیل مصنوعی، لباس مبدل و موارد دیگر باشند. استتار نیز گونه‌ای از مخفی‌کاری است که نه تنها برای انسان‌ها، بلکه برای حیوانات و اشیاء نیز استفاده می‌شود. استفاده از کلاه، عینک، تغییر مدل مو، جراحی پلاستیک و آرایش از روش‌های رایج در مخفی‌کاری هستند.
این تکنیک‌ها می‌توانند توسط مجرمان، تروریستها، جاسوسها یا نیروهای ویژه نظامی استفاده شوند تا از شناسایی‌شدن خود جلوگیری کنند. چهره‌شناسی رایانه‌ای ممکن است با استفاده از این ابزارها مختل شود. همچنین، افراد مشهور برای جلوگیری از توجه رسانه‌ها ممکن است با لباس و ظاهر متفاوت در انظار عمومی ظاهر شوند. در تظاهرات یا رویدادهای هنری و سیاسی نیز گاهی از لباس‌های مبدل یا طنزآمیز استفاده می‌شود.

## انواع مخفی‌کاری

### لباس
رایج‌ترین نوع تغییر چهره استفاده از لباس برای پنهان‌کردن هویت است. پلیس مخفی، مامور اطلاعاتی یا نیروهای عملیات ویژه برای انجام مأموریت‌های پنهانی معمولاً از لباس عادی استفاده می‌کنند تا در میان مردم عادی شناخته نشوند. برخی نیز از تجهیزات مخصوص تغییر ظاهر شامل آرایش و لوازم چهره‌پوشان استفاده می‌کنند.

### لباس مبدل
لباس مبدل اغلب برای تغییر کامل هویت به کار می‌رود، تا فرد بتواند خود را به عنوان شخصیتی خیالی یا متفاوت معرفی کند. این نوع لباس‌ها در سینما، تئاتر، جشن‌ها (مانند هالووین) و سرگرمی‌های خیابانی رایج‌اند.

### تغییر واقعی چهره
در برخی موارد، مخفی‌کاری به شکل بسیار واقعی صورت می‌گیرد. مانند استفاده از ماسک‌های لاتکس بسیار واقعی که ظاهر یک فرد را به طور کامل تغییر می‌دهد. در کازپلی یا تولید برنامه‌های تلویزیونی یا برای انجام شوخی‌های هدفمند از این ماسک‌ها استفاده می‌شود.

## در ادبیات و هنر

### اسطوره و افسانه
در اسطوره‌ها و افسانه‌های کهن، شخصیت‌های ماوراء طبیعی مانند خدایان یا هیولاها برای آزمودن انسان‌ها به شکل انسانی ظاهر می‌شوند. ادیسه نیز نمونه‌ای کلاسیک از استفاده از لباس مبدل است، جایی که اودیسئوس برای شناسایی دشمنانش در قامت یک گدا بازمی‌گردد.

### ابرقهرمان‌ها
در داستان‌های مصور و فیلم‌های ابرقهرمانی، شخصیت‌ها برای حفظ هویت مخفی خود از لباس مبدل استفاده می‌کنند. به عنوان نمونه، سوپرمن خود را با نام کلارک کنت معرفی می‌کند یا مرد عنکبوتی با پوشیدن لباس مخصوص، هویت واقعی خود یعنی پیتر پارکر را پنهان می‌کند.
شخصیت‌هایی مانند "شخص شبیه‌ساز" در مارول یا "شتر گِلی" در مندریک جادوگر نمونه‌هایی از شخصیت‌هایی هستند که در کسری از ثانیه می‌توانند خود را به شکل دیگری درآورند.

### داستان‌های جاسوسی و جنایی
در ادبیات جاسوسی یا پلیسی، تغییر چهره نقش مهمی دارد. آرسن لوپن در آثار موریس لوبلان به دلیل توانایی خارق‌العاده‌اش در تغییر چهره شهرت دارد. شرلوک هلمز نیز بارها برای انجام مأموریت‌هایش لباس مبدل به تن می‌کند، مانند گدا یا ملوان هندی.

### علمی-تخیلی
در علمی–تخیلی، موجودات بیگانه اغلب با پوشیدن «لباس انسانی» در میان مردم ظاهر می‌شوند. در مجموعه‌هایی مانند V، بیگانگان در واقع خزنده‌هایی هستند که زیر ماسک‌های بیولوژیکی پنهان شده‌اند.
رباتها نیز ممکن است با پوسته انسانی خود را به جای انسان جا بزنند. در فیلم‌هایی مانند ترمیناتور این مفهوم به وضوح دیده می‌شود.